# Lis Major

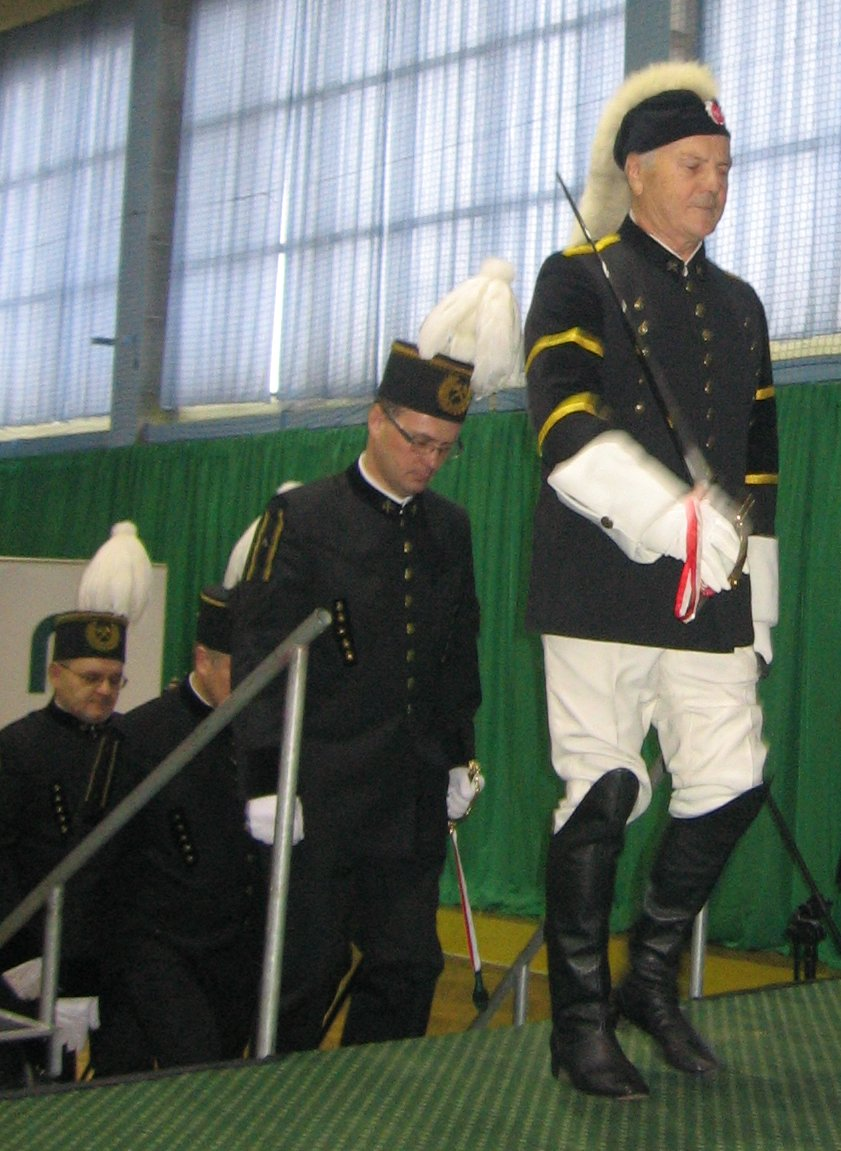
Lis Major prowadzący grupę w mundurach górniczych podczas uroczystości barbórkowych; Libiąż, 2009 r.

Lis Major – w zwyczajowym ceremoniale górniczym doświadczony (według jednej z przyśpiewek górniczych „Lis Major, lisów mistrz”) i zasłużony (często emerytowany) górnik, któremu przysługuje prawo pełnienia funkcji mistrza ceremonii podczas uroczystości górniczych, takich jak zaprzysiężenie górnicze (tzw. skok przez skórę), wręczanie szpady młodym górnikom itp., a także imprez takich jak np. „karczma piwna”, zwyczajowo odbywanych w czasie obchodów barbórkowych.
Nazwa „Lis Major” nawiązuje do historii zawodu górnika, który dawniej wraz ze swoim wyposażeniem, prócz narzędzi pracy (kilofa, oskarda, łopaty itp.) oraz niezbędnej do pracy pod ziemią lampy miał również zazwyczaj skórę lisa, która w ciasnych korytarzach kopalni służyć mogła mu do różnych celów (mógł być nakryciem głowy lub ciała, a nawet swoistym „dywanikiem” poprawiającym komfort pracy w pozycji klęczącej lub leżącej). Młodymi lisami nazywani są górnicy niedoświadczeni, w odróżnieniu od starszych stażem, których określa się mianem „stare strzechy”.
Podczas oficjalnych uroczystości Lis Major – tak jak inni górnicy – nosi mundur, ale jego wygląd jest całkowicie odmienny niż normalny mundur górniczy. Nie nosi on czarnych, a białe spodnie wpuszczane w wysokie buty z cholewami, a jego czapka-kołpak, o pokroju odmiennym od pokroju paradnej czapki górniczej, ozdobiony jest lisią kitą, a nie pióropuszem z piór.